# Andreas Luh
Andreas Luh (* 21. Dezember 1959 in Berlin) ist ein deutscher Sportwissenschaftler, Sporthistoriker und Hochschullehrer.

## Beruflicher Werdegang
Luh studierte von 1979 bis 1985 Geschichte und Sport in Münster und Bochum. Von 1985 bis 1991 arbeitete er als Wissenschaftlicher Mitarbeiter am Lehrstuhl für Sportgeschichte bei Horst Ueberhorst am Institut bzw. an der Fakultät für Sportwissenschaft der Ruhr-Universität Bochum (RUB). 1986 erfolgte die Promotion an der Fakultät für Geschichtswissenschaft bei den Professoren Petzina und Ueberhorst, 1996 die Habilitation an der Fakultät für Sportwissenschaft der RUB bei den Professoren Ueberhorst, Petzina und Bernett zur Geschichte des Betriebssports vom Kaiserreich bis zur Gegenwart.
Von 1994 bis 1998 unterrichtete Luh als Studienrat an der Gustav-Heinemann-Gesamtschule in Dortmund und kehrte 1998 zurück an die Fakultät für Sportwissenschaft der RUB, wo er als Akademischer Oberrat im Jahr 2005 zum APL-Professor ernannt wurde. Er ist Leiter des Lehr- und Forschungsbereiches Sportgeschichte und Sportsoziologie und nimmt als B-Trainer des Deutschen Badminton-Verbandes die Fachleitung für den Bereich Badminton/Rückschlagspiele wahr.
Luh war 2010–2015 Sondergutachter der Deutschen Forschungsgemeinschaft für den Bereich Sportgeschichte und ist seit 2019 Mitglied des Wissenschaftlichen Beirates der Zeitschrift Stadion. Internationale Zeitschrift für Geschichte des Sports. Er unterrichtet in den Bachelor- und Masterstudiengängen der Fakultät für Sportwissenschaft die Fächer Sportgeschichte und Badminton. Seine Forschungsschwerpunkte umfassen die theoretisch-didaktischen Grundlagen der Sportgeschichte, Ursprungstheorien des Sports, die antike Sportgeschichte der Griechen und der Römer, die Zeitgeschichte des Sports vom Kaiserreich bis zur Gegenwart und insbesondere die Geschichte des Fußballs im Ruhrgebiet, aber auch den Bereich des Badmintontrainings.

## Veröffentlichungen (Auswahl)
- Luh, A. (1988). Der Deutsche Turnverband in der Ersten Tschechoslowakischen Republik. Vom völkischen Vereinsbetrieb zur volkspolitischen Bewegung. Univ., Diss. Bochum, 1986. München: Oldenbourg. (2. Aufl. 2006)[1]

- Luh, A. (1998). Betriebssport zwischen Arbeitgeberinteressen und Arbeitnehmerbedürfnissen. Eine historische Analyse vom Kaiserreich bis zur Gegenwart. Univ., Habil.-Schr. Bochum, 1996. Aachen: Meyer & Meyer.[2]

- Luh, A. (2003). Das „Goldene Zeitalter der Alten“? Alter in historischer Perspektive. Zeitschrift für Gerontologie und Geriatrie, 36 (4), 303–316.[3]

- Luh, A. (2003). On the Way to a National Socialist Sports System: From Liberal Sports in Clubs and Associations to Directed Sports in National Socialist Organizations. European Journal of Sport Science, 3 (3), 61–70[4].

- Luh, A. (2004). „Was heißt und zu welchem Ende studiert man Sportgeschichte?“ Von den lebensweltlichen Grundlagen des historischen Denkens und dem Nutzen seiner wissenschaftlichen Ausformung. Sportwissenschaft, 34 (4), 438–459.

- Beckers, E., Ehlen, J., & Luh, A. (Hrsg.) (2006). Bewegung, Spiel und Sport im Alter. Neue Ansätze für kompetentes Altern. Köln: Sportverl. Strauß.[5]

- Luh, A. (2008). Sportartgeschichte: Entstehung, Ausbreitung und Perspektiven moderner Sportartkultur in Deutschland. SportZeiten. Sport in Geschichte, Kultur und Gesellschaft, 8 (3), 7–56.[6]

- Luh, A. (2009). Leistungsanforderungen und Spielphilosophie im Wettkampfbadminton: Bewegen – Handeln – Verhalten. In H.-F. Voigt (Hrsg.), Sportspielforschung und -ausbildung in Bochum. Was war, was ist und was sein könnte (An der RUB – Sportpraxis nachgedacht, S. 139–156). Hamburg: Czwalina.[7]

- Hasse, H., Knupp, M., & Luh, A. (2010). Koordinationstraining im Badminton. Köln: Sportverl. Strauß. („Empfohlen durch den Deutschen Badminton-Verband e.V.“).

- Heck, S., Luh, A. & Nierhaus, P. (2012). Myth or Reality of the Revier Derby? Schalke 04 versus Borussia Dortmund (1947–2007). The International Journal of the History of Sport, Vol. 29, Number 14, Pages 2030–2049. Routledge Press/Taylor & Francis.[8]

- Luh, A. (2015). Reinhard Heydrich, das Streben nach Macht und die Entwicklung des SS- und Polizeisports im Nationalsozialismus. In E. Hübner, & K. Reinhart (Hrsg.), Sport-Geschichte-Pädagogik. Festschrift zum 60. Geburtstag von Michael Krüger (S. 157–168). Hildesheim: Arete Verlag.

- Luh, A. (2017). Und Asterix hat doch recht! Asterix bei den Olympischen Spielen als Mittel historischer Bildung. Hildesheim: Arete. (2. Aufl. 2018).

- Luh, A., & Gissel, N. (Hrsg.) (2018). Neue Forschung zur Kulturgeschichte des Sports. Jahrestagung der dvs-Sektion Sportgeschichte vom 21.-22. September 2017 in Bochum. Hamburg: Feldhaus.

- Luh, A. (2019). Gesundheit und Bewegung bei den Maya, im christlichen Denken des frühen Mittelalters und im alten China – der Blick auf vormoderne Kulturen. Stadion. Internationale Zeitschrift für Geschichte des Sports, 43 (1), 141–180.

- Luh, A. (2020). Sportgeschichte in 60 Minuten. Tübingen: UVK. (59 S.)

- Luh, A. (2021). Die politische Bedeutung der Gladiatur in der späten Römischen Republik und im Prinzipat. Stadion. Internationale Zeitschrift für Geschichte des Sports, 45 (2), 189–228.

- Luh, A., & Mazur, F. (2022). Das ´Wunder von Bern´ als historischer Erinnerungsort. SportZeiten. Sport in Geschichte, Kultur und Gesellschaft, 22 (3), 19–50.

- Luh, A. (2022). Ursprungstheorien des Sports – ein multidisziplinärer Vorgang. SportZeiten. Sport in Geschichte, Kultur und Gesellschaft, 22 (2), 43–82.